# Andrena dissona
Andrena dissona là một loài Hymenoptera trong họ Andrenidae. Loài này được Thorp & LaBerge mô tả khoa học năm 2005.